# Сайфетдінов Рінат Кашафович
Ріна́т Каша́фович Сайфетді́нов — сержант Збройних сил України.
Випускник Заслучненської ЗОШ.

## Нагороди
За особисту мужність, сумлінне та бездоганне служіння Українському народові, зразкове виконання військового обов'язку відзначений — нагороджений
- орденом «За мужність» III ступеня (3.11.2015).